# Vlaamse pond
Het Vlaamse pond (ook wel aangeduid als pond Vlaams) was tot circa 1795 een oude munteenheid in Vlaanderen, die ook in de rest van de Nederlanden als betaalmiddel werd gebruikt. Het Vlaamse pond was onderverdeeld in 20 schellingen en in 240 groten (1 schelling was derhalve 12 groten).
Een voorbeeld van een verkoop waarbij het Vlaamse pond gebruikt werd als munteenheid is de verkoop van de heerlijkheid Bursbeke. Het landgoed werd in het jaar 1252 door Geraard van Berlegem verkocht aan de Gentse Sint-Baafsabdij voor 390 Vlaamse pond.
Late voorbeelden zijn de uitgifte van waterschapsbrieven in Vlaamse ponden door het Waterschap Ellewoutsdijk in 1734 en de Polder van Schouwen in 1777.
In 1605 stond 1 Vlaamse pond gelijk aan 6 Hollandse guldens. Rond 1810 werd de somma van 166 ponden vlaams 13 schelling en 4 groten gelijkgesteld aan fl.1000,- (dus nog steeds de factor 1:6).  De bron is de desbetreffende waterschapsbrief van 1734, hierop staat, later bijgeschreven, 166 * 6 = 996 + 3,90 + 0,10 = Fl.1000,- en dat tegen 3% is Fl.30,- rente/jaar (de 3,90 is het resultaat van 13/20*6 en de 0,10 is het resultaat van 4/240*6 - deze beide berekeningen staan er niet op!).